# Nona Batalha do Isonzo
A Nona Batalha do Isonzo foi um grande combate travado entre o Reino de Itália e o Império Austro-Húngaro, no contexto do fronte italiano na Primeira Guerra Mundial, entre 31 de outubro e 4 de novembro de 1916.

## A batalha
Esta batalha aconteceu pouco tempo depois da bem sucedida ofensiva italiana que tomou dos austro-húngaros a cidade de Gorizia, em agosto de 1916, estendendo sua linha de frente. Tentativas de capitalizar nesta vitória resultaram em fracasso, principalmente devido a incompetência do comandante italiano, o marechal Luigi Cadorna.
A nona batalha do rio Isonzo começou ao fim de outubro de 1916, com um ataque contra a cidade de Vrtojba e nas áreas norte e oeste do Planalto de Cársico. Entre 1 e 4 de novembro, os italianos continuaram a tentar romper a linha austro-húngara em três locais diferentes, sofrendo pesadas perdas. Cada ataque era curto, com Cadorna não expondo muito suas tropas. Ainda assim, os italianos sofreram mais de 75 000 baixas (entre mortos, feridos, capturados ou desaparecidos), enquanto os austro-húngaros perderam 63 000 homens.
Como sempre acontecia nas batalhas ao longo do rio Isonzo, o exército austro-húngaro dominava os terrenos montanhosos, em uma formidável barreira natural que os italianos tinham que tomar na força bruta. O marechal Cadorna planejava romper as linhas do inimigo rapidamente após ele ter conquistado Gorizia, na Sexta Batalha do Isonzo, alguns meses atrás, mas ao invés disso o combate se arrastou em um impasse sangrento.
Naquela altura, nenhum lado podia se dar ao luxo de sofrer baixas grandes demais mas os austro-húngaros se viam em uma situação cada vez mais debilitada, com suas linhas de defesa ficando mais apertadas devido as ofensivas relâmpagos do exército italiano. O Império Austro-húngaro dependia muito do suporte dado por seus aliados alemães, especialmente em termos de suprimentos, mas era necessário mais. Percebendo que os austríacos não conseguiriam resistir por muito tempo sem uma ajuda mais direta, a Alemanha começou a preparar para enviar tropas para o fronte italiano, mas estas demorariam a chegar em números suficientes para fazer a diferença.
Em 4 de novembro de 1916, antes do quinto dia de batalha começar, os italianos cancelaram suas ofensivas. Enfraquecidos e desgastados, eles não lançariam mais ofensivas ao longo do rio Isonzo pelos próximos meses, usando o inverno para se reagrupar. As operações só foram retomadas na décima batalha do rio Isonzo, em maio de 1917.